# Cristiano Cartaxo Sobreira Rolim
Cristiano Cartaxo Sobreira Rolim (Cajazeiras, 6 de agosto de 1887 — Cajazeiras, 29 de agosto de 1975) foi um escritor brasileiro.

## Biografia
Cristiano Cartaxo Rolim nasceu em Cajazeiras, Paraíba, no dia 6 de agosto de 1887, como consta do assentamento de seu batizado, entretanto, o seu aniversário vem sendo comemorado no “dia 7” do referido mês, por decisão sua, isso por que o poeta tinha curiosa preferência por este número.
Era filho do boticário Higino Gonçalves Sobreira Rolim e de Ana Antônia do Couto Cartaxo (Mãe Nanzinha), descende das famílias fundadoras de Cajazeiras - Albuquerques, Rolins e Cartaxos. Iniciou seus primeiros estudos em sua própria terra natal.  Mais tarde deu continuidade, cursando sucessivamente as Faculdades de Medicina da Bahia e do Rio de Janeiro, em busca de um diploma de farmacêutico, conquistando-o, afinal, em 1913.
Regressando a cidade de Cajazeiras, dedicou-se às atividades de sua profissão, dirigindo, por muitos anos, a tradicional farmácia que herdou do pai.  Sentiu o gosto de ter participado da vida pública cajazeirense como Vereador, Vice-Prefeito e Prefeito Municipal.
Nome dos mais expressivos dos meios intelectuais da Paraíba, não quis, por exagerada modéstia, ocupar uma das cadeiras da Academia Paraibana de Letras, quando convidado pelo saudoso beletrista Cônego Matias Freire.

A sua vasta e excelente produção poética andavam esparsas pelos jornais e revistas da Paraíba e do Ceará até que seu genro, Mozart Soriano Aderaldo, lembrou-se de reuni-la ao ensejo das comemorações de seus 70 anos. Posteriormente, após sua morte, seus familiares publicaram um 2º livro: A Musa Quase Toda. O poeta faleceu de parada cardíaca no dia 29 de agosto de 1975, aos 88, totalmente lúcido. Cristiano Cartaxo respirava poesia e seus poemas recendiam a amor.